# Базина, Марио
Ма́рио Бази́на (родился 8 сентября 1975 в Мостаре, СФРЮ) — хорватский футболист. Последним местом работы была должность помощника главного тренера в боснийском клубе «Широки Бриег».

## Карьера
Базина начинал свою футбольную карьеру в молодёжных командах «Широки Бриег», «Вележ» и «Хайдук Сплит». Профессиональную карьеру он начал с «Хрватски Драговоляц». Затем последовал трансфер в «Динамо Загреб». Летом 2001 года он перешёл вместе с Марио Токичем в клуб австрийской Бундеслиги, ГАК, где он дебютировал 25 июля 2001 года, выиграв домашний матч против «Адмира Ваккер Мёдлинг» со счётом 3:0. Базина стал одним из ключевых игроков ГАКа и привёл клуб к чемпионскому титулу в 2004 году и кубку в 2002 и 2004 годах. За ГАК в чемпионате он забил в 131 игре 33 гола, в еврокубках — десять голов в 30 играх. Осенью 2005 года он был избран игроком года в Австрии.
В январе 2006 года полузащитник присоединился к австрийскому чемпиону, «Рапиду», где он играл до лета 2008 года и смог выиграть титул в своём последнем сезоне с «зелёно-белыми». На 2008/09 сезон Базина подписал годичный контракт с «Аустрия Вена», где он стал обладателем кубка Австрии. Хотя он имел предложения от «Капфенберга» и ГАКа, Базина только после одного года в «Аустрии» вернулся в родную страну и подписал контракт на сезон 2009/10 на должность спортивного директора «Широки Бриег», где он, будучи ребёнком, делал свои первые шаги в футболе.
Он сыграл один матч за Хорватию, 21 августа 2002 года вничью 1:1 с Уэльсом.
Базина получил образование инженера-электрика; женат и имеет сына.
Сильные стороны Базины: его контроль мяча и техника. Благодаря этому также он получил прозвище «волшебный мышонок».